# Щепкин (Белгородская область)
Щепкин — хутор в Волоконовском районе Белгородской области России. Входит в состав Покровского сельского поселения.

## География
Село расположено в восточной части Белгородской области, в 5,7 км по прямой на северо-восток от северо-восточных окраин районного центра Волоконовки.

## История

### Происхождение названия
Волоконовский краевед В. Тищенко в 1993 году сообщил: «Лет двести с лишним тому назад некто по фамилии Щепкин из Фощеватово или Пузино сел со своей пасекой у яра, построил себе хатёнку и начал возделывать участок земли, чем и положил начало теперешнему Щепкину».

### Исторический очерк
В 1859 году — Бирюченского уезда «хутор владельческий Щепкин при колодце», «по левую сторону тракта на город Харьков».
В 1900 году — Бирюченского уезда Волоконовской волости «хутор Щепкин при урочище Щепкин Яр» имел общественное здание, земельный надел 303,1 десятины.
С июля 1928 года хутор Щепкин числится в Покровском сельсовете Волоконовского района.
В 1929 году на хуторе учреждён колхоз «Победа».
В 2006 году хутор Щепкин числится в составе Покровского сельского поселения Волоконовского района.

## Население
В 1859 году на хуторе Щепкине было 10 дворов, 116 жителей (55 мужчин, 61 женщина).
В 1900 году в Щепкине — 66 дворов, 463 жителя (232 мужчины, 231 женщина).
На 1 января 1932 года в Щепкине — 531 житель.
По сведениям переписей населения на хуторе Щепкине на 17 января 1979 года — 235 жителей, на 12 января 1989 года — 175 (75 мужчин, 100 женщин), на 1 января 1994 года — 171 житель, 74 хозяйства.
В 1997 году на хуторе Щепкине — 73 подворья и 172 жителя, в 1999 году — 167, в 2001 году — 159.
| 1859 | 2002 | 2010 |
| ---- | ---- | ---- |
| 295  | ↘153 | ↘133 |

## Инфраструктура
По состоянию на начало 1990-х годов в Щепкине имелись клуб, магазин; хутор был электрифицирован и газифицирован; в то же время школа уже упразднена, дети обучались в Покровке.